# Artedidraco shackletoni
Artedidraco shackletoni är en fiskart som beskrevs av Waite, 1911. Artedidraco shackletoni ingår i släktet Artedidraco och familjen Artedidraconidae. Inga underarter finns listade i Catalogue of Life.